# Sarotari
Sarotari is een bestuurslaag in het regentschap Flores Timur van de provincie Oost-Nusa Tenggara, Indonesië. Sarotari telt 6130 inwoners (volkstelling 2010).